# Bathystethus orientale
Bathystethus orientale är en fiskart som beskrevs av Regan, 1913. Bathystethus orientale ingår i släktet Bathystethus och familjen Kyphosidae. Inga underarter finns listade.